# 尹清楓
尹清楓 （1946年2月8日—1993年12月9日） ，中華民國海軍上校，生於甘肅省蘭州市，籍貫山東省濟南，在1949年第二次國共內戰期間遷居臺灣省高雄縣岡山鎮，畢業於海軍工程學院機械工程系57年班（就讀期間該校併入剛改名的中正理工學院）。
在擔任海軍總司令部武器系統獲得管理室執行長期間，被重物劈喉致命身亡後墜海。1993年12月10日被漁民發現浮屍於臺灣省宜蘭縣東澳車站附近烏岩角外約四五百公尺處外海。

## 案情
1991年8月底，台、法簽訂拉法葉艦採購案合約。1993年5月，尹清楓調任海軍武獲室，於同年12月遇害。尹清楓生前負責執行二代艦採購相關業務，包含拉法葉艦在內的四件艦艇軍購案總預算達新台幣1,152億元。案發後，海軍總司令部軍法處一開始僅簡單判定尹清楓為自殺，未大力調查此案；然而隨著尹清楓家屬抗議以及媒體開始關注，加上尹清楓的死亡過程充滿各種疑點，其死後當時中華民國政府的許多採購問題與弊端亦陸續曝光。臺灣社會普遍相信尹清楓命案與軍購案中的龐大利益有關，而尹清楓很可能遭幕後主使者殺害滅口。

## 調查結果
此案經調查後，法國前外交部部長杜马斯已因收受佣金下台，中華民國前海軍總司令葉昌桐、前艦管室主任雷學明和姚能君等高階將領遭到彈劾。此外，監察委員康寧祥表示，前行政院長郝柏村在購艦決策轉向將原定購買之「蔚山艦」變更為拉法葉艦的過程中違反多項程序規定；郝柏村對此發表一篇「我心無愧，願受公評」的聲明。郝柏村在聲明中強調，「面對昔日長官否定知情之言，我深表遺憾。對監察院『對統帥權顯欠尊重』的評語，我心坦然，唯願以我60年公職生涯，始於從軍報國，止於依憲總辭，無悔無愧之心情，接受國人公評」。此案調查過程所涉官員層級之高，使2000年上任的中華民國總統陳水扁甚至有「不惜動搖國本」的說法，可謂臺灣在1990年代最大的懸案之一，此案迄今仍未偵破。
根據中華民國前立法委員李敖引述：郝柏村的親筆著作《八年參謀總長日記》下冊內容中提到，1989年5月15日當天，前行政院院長郝柏村抵達奧地利維也納，在11點45分時離開維也納，到了列支敦士登。第二天，他又回到了維也納，才去瑞士的蘇黎世，但為何不直接由列支敦士登到較近的蘇黎世呢？從16日到18日，郝柏村在蘇黎世待了3天，而這3天，他住的旅館前面50公尺處，竟然是瑞士聯合銀行（UBS），也就是汪傳浦藏匿錢（拉法葉、幻象的佣金）的地方，可見疑點重重。

尹清楓上校的兄弟尹清崗回憶往事說：
「惹禍的原因很有可能是1993年9月立法院國防委員會巴黎之行。他和郭力恆隨隊參加洛里昂造船廠的軍艦上樑典禮。尹清楓發現台灣海軍已經付出40%的貨款，而法國卻未動工建造。事實就是法國造艦是新設計，工程藍圖遇到困難。簽約兩年後法國更改契約，取消技術轉移，不在台灣建造。台灣處處有人護航，許多高官涉案。
」
前親民黨立委李慶華為了了解拉法葉採購弊案去探訪了前參謀總長劉和謙，劉和謙激動的指出尹清楓是被人用第一代大哥大給打死的，而郭力恆就是安排這個死亡陷阱的人。劉和謙也強調，他如果有貪污，願意碎屍萬段，以謝國人。

## 影響
在台灣社會中，「尹清楓」一度成為離奇死亡的懸案的代名詞，如前台灣省議員宋艾克在脫黨競選立委時聲明不甘做「新黨的尹清楓」，聯勤工程弊案中的李錚也強調不做「第二個尹清楓」，上任後不斷處理爭議案件的台北市長柯文哲也在廣播節目中表示避免「被陳文成掉或尹清楓掉」，甚至在金融風暴中跳樓自殺的銀行職員、捲入弊案而投河自盡的警員，乃至於各式各樣離奇死亡者，幾乎全被冠上是「尹清楓」。

## 家庭
尹清楓的家人們曾嘗試參與政治。尹清楓的妻子李美葵曾經於1994年由泛藍陣營新黨提名參選台北市議員，尹清楓的妹妹楊尹星雯也曾經於2001年於高雄市以無黨籍身份參選第五屆立法委員，但都未能當選。

## 後續消息
2018年9月，台灣新聞媒體《新新聞》的調查報導表示，極可能身為設立於直布羅陀的潛艦技術顧問公司「Gavron Limited」及其在台灣的代理商「新華荷國際股份有限公司」等關係企業幕後主事者的郭璽，當年郭璽在國防部聯五四處任職，畢業於海軍官校六十九年班，西北大學博士，先後在兵器工廠及武獲室任職，在海軍內部頗具人脈 ，如前一晚，從劉樞電話得知尹參加圓山飯店晚宴，郭璽買了電話竊聽與錄音兩用錄音機，約7點，值日官放他進武獲室，尹秘書用鑰匙開啟尹辦公室房門，讓他呆了三四個小時，蒐集資料與安裝老鼠尾。尹案後，楊亭雲下令將郭璽於12月20日調回海總在政四監管下任參謀，另尹的秘書與駕駛兵被調憲令部，三人明是保護實則遭軟禁半年，有心讓尹案無法突破 。尹清楓命案發生後，郭璽被檢調單位列為重要關係人。當年包括軍火商在內的多名涉案人員入獄，郭璽因將前一晚與尹在海總總值星官室10-12點談話的一卷錄音帶及在尹辦公室蒐集的弊案資料，交與德軍火商凃太太及反對黨陳姓立委，軍方因編造尹外出反搜證欺世謊言，怕被揭穿遂投鼠忌器，縱放郭璽，亦未追究其偷竊軍機與對尹錄音的罪責，遂以中校階級提前退伍，後創立公司成為軍火代理商，在台海兩岸間從事消防、鎮暴、安檢和特戰裝備等生意，汶川大地震出入四川災區-綿陽，推銷生命探測儀。2002年8月26日，監察院通過對海軍高階將領的彈劾案文中三度提及郭璽，亦指尹案不破，與總政戰部主任楊亭雲上將在第二次專案會議指示有關，要負最大責任。該篇報導內容經記者與上述相關當事人和公司團體聯繫後，未獲得具體說法或回應。
2019年5月9日，網路政論節目《政經關不了》邀請媒體人溫紳上節目參與錄製，其在節目中表示「潛艦國造承辦廠商，與尹清楓命案同批人」。對此，國防部海軍司令部於節目播出當晚回應，該說法與事實不符。

## 榮譽

### 中華民國勳章獎章
- 六等雲麾勳章（追贈）[10]
- 忠勤勳章
- 干城甲種二等獎章
- 海光獎章
- 海功獎章
- 海勳獎章
- 海績獎章
- 海風獎章

## 相關影視作品
- 2015年法國電影《解密風暴（法语：L'Enquête (film, 2015)）》，以2001年爆發的歐盟國際保管機構（英语：Clearstream）醜聞，牽扯臺灣「尹清楓事件」為背景。
- 2023年電視劇《地獄里長》第17-20集，疑似以尹清楓案為原型。

## 外部連結
- 《中時電子報》焦點企劃：
  - 誰殺了上校尹清楓？
- 智邦公益電子報：
  - 大家都忘了尹清楓 （页面存档备份，存于）
- 台灣e新聞
  - 歐洲軍事採購的秘密世界  尹清楓上校和拉法葉軍艦案 （页面存档备份，存于）
- 新台灣新聞週刊
  - 謝聰敏當年出國考察  尹清楓、郭力恆隨行
- TVBS
  - 尹清楓命案  14年至今仍未破案 （页面存档备份，存于）
  - 楊尹星雯為楊以禮案件設立之網站 （页面存档备份，存于）
- 蘋果日報
  - 避免被「尹清楓掉」　柯P：避免單獨外出 （页面存档备份，存于）